# Liberal Democrats
De Liberal Democrats (Nederlands: Liberaal-democraten, Welsh: Y Democratiaid Rhyddfrydol, Schots-Gaelisch: na Libearalaich Dheamocrataich) is een politieke partij in het Verenigd Koninkrijk. Het is een sociaal-liberale partij, ontstaan in 1988 door een samengaan van de Liberal Party en de Social Democratic Party (SDP). De partij zat van 2010 tot 2015 in een Britse regeringscoalitie. In het huidige parlement heeft de partij 72 zetels en is het de derde partij van het land.

## Geschiedenis
De huidige partij werd in 1988 opgericht, maar haar geschiedenis gaat veel verder terug. Ze vindt haar wortels in de Whig Party. Deze was gedurende de 19e eeuw en het begin van de 20e eeuw samen met de Conservatieven de grootste partijen van het Verenigd Koninkrijk. In 1859 viel de partij uit elkaar en werd de Liberal Party opgericht. Deze zou tot de opmars van Labour in de jaren twintig de tweede partij van het land blijven. 
Om meer zetels binnen te halen sloten de Liberal Party en de van Labour afgesplitste Social Democratic Party zich aaneen voor de verkiezingen (de 'Alliance'), wat inhield dat ze elkaars kandidaten steunden. De alliantie haalde in 1983 bijna evenveel stemmen als Labour (25,4% tegen 27,6%), maar zag dat maar matig vertaald in zetels, omdat de SDP-kandidaat vaak met een behoorlijk stemmenaantal tweede was geworden. De partijen stegen van 9 naar 23 zetels (van de 550).
Op 3 maart 1988 fuseerden de Liberal Party en de Social Democratic Party tot de Social and Liberal Democratic Party, die een jaar later omgedoopt werd tot Liberal Democrats. Vanaf de oprichting tot augustus 1999 was Paddy Ashdown de partijleider. Hij werd opgevolgd door Charles Kennedy, die door interne druk en een schandaal over alcoholproblemen gedwongen werd om af te treden als partijleider in januari 2006. Lagerhuislid en buitenlandwoordvoerder Menzies Campbell hem op. Hij kreeg veel kritiek te verduren, omdat hij als 66-jarige te oud werd gevonden. Op 18 december 2007 werd hij opgevolgd door de 40-jarige Nick Clegg. 
Na het bijzonder slechte resultaat van 2015 trad Clegg af. In zijn verkiezingscampagne voor 2010 had hij aangekondigd dat hij, indien de Liberal Democrats aan de macht zouden komen, ervoor zou zorgen dat de inschrijvingsgelden voor de universiteiten (de tuition fees) afgeschaft zouden worden. Deze maatregel heeft hij niet kunnen doorvoeren omdat ze op een veto van zijn conservatieve coalitiepartner stuiten. In juli 2015 werd Clegg opgevolgd door Tim Farron. 
In de verkiezingen van 8 juli 2017 verhoogde het aantal zetels van de LibDems in het Lagerhuis naar 12. Nick Clegg verloor na twaalf jaar zijn zetel; daarentegen werden Vince Cable en Jo Swinson, die hun zetels verloren hadden, opnieuw in het parlement gekozen. Farron had, als gelovig christen, tijdens de verkiezingscampagne kritiek te verduren gekregen wegens zijn vermeende opvattingen over homoseksualiteit, en trad af als partijleider op 14 juli 2017.
In de Verkiezingen van 12 december 2019 haalde de partij 11 zetels. Een minder dan in 2017. Deze zetel was pijnlijk omdat het de zetel van de leider Jo Swinson was. Ze trad meteen af als partijleider. In augustus 2020 werd Ed Davey als nieuwe leider gekozen.
In de Verkiezingen van 4 juli 2024 behaalde de partij 72 zetels. Een record voor de huidige partij en het hoogste aantal liberale zetels sinds 1923. Dit door een effectieve focus op districten waar ze konden winnen.

## Ideologie
De LibDems is een sociaal-liberale partij, die grotere persoonlijke vrijheid en sociale rechtvaardigheid voorstaat. Zij wil overheidsinmenging in privézaken minimaliseren, maar wijst economisch laisser-faire liberalisme van de hand. In plaats daarvan willen de LibDems een sterke verzorgingsstaat en een vrije markt zo veel mogelijk combineren. Hierdoor bevinden de LibDems zich op sociaal vlak links van het centrum, terwijl hun economisch programma op sommige gebieden centrumrechts is. Clegg profileerde zijn partij graag als een corrigerende factor voor het ongebreidelde kapitalisme van de Tories, terwijl Labour volgens hem dan weer te veel schulden zou maken.

### Standpunten
- De LibDems zijn voorvechters van burgerrechten. Zo wil de partij homorechten bevorderen en softdrugs legaliseren. Ook verzet de partij zich tegen inperkingen van burgerrechten door anti-terreurmaatregelen.
- De LibDems ijveren voor gratis onderwijs. Zo wil de partij collegegeld afschaffen. (Hoewel ze de regering wel gesteund hebben in een besluit om studiegelden voor hoger onderwijs sterk op te drijven. Liberal Democrat MP's stemden 27 voor, 21 tegen en 8 onthoudingen.)
- De LibDems zijn voorstanders van evenredige vertegenwoordiging als kiesstelsel.
- De LibDems willen macht decentraliseren naar lokale overheden.
- De LibDems willen het hoogste belastingtarief verhogen met 10%.
- De LibDems willen vervuiling meer belasten.
- De LibDems willen het Ministerie van Economische Zaken afschaffen.
- De LibDems zijn uitgesproken pro-Europees en willen de euro in het Verenigd Koninkrijk invoeren.
- De LibDems voerden wetgeving in die mentale gezondheidszorg op dezelfde wijze als lichamelijke aandoeningen behandelt.

### Vleugels binnen de partij
Binnen de Liberal Democrats zijn twee hoofdstromingen aan te wijzen:
- De sociaal-liberale-vleugel heeft de partij gedomineerd sinds de oprichting in 1988. Geïnspireerd door sociaal-liberalen als David Lloyd George, William Beveridge en John Maynard Keynes, wil deze stroming de verzorgingsstaat versterken door hogere belastingen en regulering van de markt. De sociaal-liberalen zijn ook grote voorvechters van burgerrechten. Leden die tot deze stroming behoren zijn onder andere Paul Holmes, Norman Baker en Simon Hughes.
- De libertarische-vleugel van voorstander van de vrije markt deelt de opvattingen van de sociaal-liberalen over burgerrechten. Maar deze vleugel staat weinig overheidsinmenging voor op sociaal-economisch vlak. Deze opvatting staat op gespannen voet met de meningen binnen de sociaal-liberale stroming. Een aantal Lagerhuisleden uit deze vleugel hebben bijgedragen aan het "Orange Book" uit 2004, een collectie essays die het debat binnen de partij moeten stimuleren over een eventueel meer libertarische koers van de partij. Leden die tot deze stroming behoren zijn onder anderen Vincent Cable, David Laws en Chris Huhn.

## Partijleiders
| Partijleiders    | Partijleiders               |                                    |                                           | Regering Functie(s) als leider | Overige Functie(s)                                            | Verkiezing(en) |
| ---------------- | --------------------------- | ---------------------------------- | ----------------------------------------- | ------------------------------ | ------------------------------------------------------------- | -------------- |
| David Steel      | David Steel (1938)          | 3 maart 1988 – 16 juli 1988        |                                           |                                |                                                               |                |
| Bob Maclennan    | Bob Maclennan (1936–2020)   | 3 maart 1988 – 16 juli 1988        |                                           |                                |                                                               |                |
| Paddy Ashdown    | Paddy Ashdown (1941–2018)   | 16 juli 1988 – 9 augustus 1999     |                                           |                                | Hoge vertegenwoordiger voor Bosnië en Herzegovina (2002–2006) | 1992           |
| Paddy Ashdown    | Paddy Ashdown (1941–2018)   | 16 juli 1988 – 9 augustus 1999     | 1997                                      |                                | Hoge vertegenwoordiger voor Bosnië en Herzegovina (2002–2006) |                |
| Charles Kennedy  | Charles Kennedy (1959–2015) | 9 augustus 1999 – 6 januari 2006   |                                           |                                |                                                               | 2001           |
| Charles Kennedy  | Charles Kennedy (1959–2015) | 9 augustus 1999 – 6 januari 2006   | 2005                                      |                                |                                                               |                |
| Menzies Campbell | Sir Menzies Campbell (1941) | 6 januari 2006 – 15 oktober 2007   |                                           |                                |                                                               |                |
| Vince Cable      | Vince Cable (1943)          | 15 oktober 2007 – 18 december 2007 |                                           |                                | Minister van Economische Zaken (2010–2015)                    |                |
| Nick Clegg       | Nick Clegg (1967)           | 18 december 2007 – 15 juli 2015    |                                           | Vicepremier (2010–2015)        |                                                               | 2010           |
| Nick Clegg       | Nick Clegg (1967)           | 18 december 2007 – 15 juli 2015    | Lord President of the Council (2010–2015) |                                |                                                               | 2010           |
| Nick Clegg       | Nick Clegg (1967)           | 18 december 2007 – 15 juli 2015    | 2015                                      |                                |                                                               |                |
| Tim Farron       | Tim Farron (1970)           | 15 juli 2015 – 20 juli 2017        |                                           |                                |                                                               | 2017           |
| Vince Cable      | Sir Vince Cable (1943)      | 20 juli 2017 – 22 juli 2019        |                                           |                                | Minister van Economische Zaken (2010–2015)                    |                |
| Jo Swinson       | Jo Swinson (1980)           | 22 juli 2019 – 13 december 2019    |                                           |                                |                                                               | 2019           |
| Ed Davey         | Sir Ed Davey (1965)         | 13 december 2019 – heden           |                                           |                                | Minister van Energie en Klimaat (2012–2015)                   | 2024           |

## Verkiezingsuitslagen
De LibDems zagen vanaf 1992 het zetelaantal gestaag toenemen. Daarmee werd de positie van de derde partij alsmaar versterkt. Na het slechte resultaat in de landelijke verkiezingen van 8 mei 2015, nadat de Liberal Democrats vijf jaar lang een coalitieregering hadden gevormd, zakte de partij echter weg. Er bleven in totaal nog 8 parlementsleden in het House of Commons over. In Schotland behield de partij nog één vertegenwoordiger. Na 2015 werd langzaam weer wat zetels gewonnen. In de verkiezingen van 2024 steeg de partij met 61 zetels naar 72 zetels. Het hoogste aantal liberale zetels sinds 1923 (voorganger meegenomen). 
| Verkiezingen | Naam                 | Kiezersaandeel | Zetels |
| ------------ | -------------------- | -------------- | ------ |
| 1983         | SDP-Liberal Alliance | 25,4%          | 23     |
| 1987         | SDP-Liberal Alliance | 22,6%          | 22     |
| 1992         | Liberal Democrats    | 17,8%          | 20     |
| 1997         | Liberal Democrats    | 16,8%          | 46     |
| 2001         | Liberal Democrats    | 18,3%          | 52     |
| 2005         | Liberal Democrats    | 22,0%          | 62     |
| 2010         | Liberal Democrats    | 23,0%          | 57     |
| 2015         | Liberal Democrats    | 7,8%           | 8      |
| 2017         | Liberal Democrats    | 7,4%           | 12     |
| 2019         | Liberal Democrats    | 11.5%          | 11     |
| 2024         | Liberal Democrats    | 12.2%          | 72     |